# Yung Rich Nation
Albums de Migos
Rich Nigga Timeline
(2014) 3 Way
(2016)
Singles
1. One Time
Sortie : 5 février 2015
2. Pipe It Up
Sortie : 7 juillet 2015

Yung Rich Nation est le premier album studio du groupe américain Migos, paru le 31 juillet 2015.

## Liste des pistes
| 1.    | Memoirs                                  | - Quavious Marshall - Kirshnik Ball - Kiari Cephus - Carlton Mays, Jr. | Honorable C.N.O.T.E.                 | 3:13 |
| 2.    | Dab Daddy                                | - Marshall - Ball - Cephus - Mays, Jr.                                 | Honorable C.N.O.T.E.                 | 3:21 |
| 3.    | Migos Origin                             | - Marshall - Ball - Cephus - Xavier Dotson                             | Zaytoven                             | 3:39 |
| 4.    | Spray the Champagne                      | - Marshall - Ball - Mays, Jr. - Shane Lindstrom                        | - Honorable C.N.O.T.E. - Murda Beatz | 2:40 |
| 5.    | Street Nigga Sacrifice                   | - Marshall - Ball - Cephus - Mays, Jr.                                 | Honorable C.N.O.T.E.                 | 3:43 |
| 6.    | Highway 85                               | - Marshall - Ball - Cephus - Mays, Jr.                                 | Honorable C.N.O.T.E.                 | 4:17 |
| 7.    | One Time                                 | - Marshall - Ball - Cephus - Grant Decouto                             | Deko                                 | 4:41 |
| 8.    | Just for Tonight (featuring Chris Brown) | - Marshall - Ball - Cephus - Lindstrom - Christopher Brown             | Murda Beatz                          | 3:33 |
| 9.    | Pipe It Up                               | - Marshall - Ball - Lindstrom                                          | Murda Beatz                          | 3:26 |
| 10.   | Gangsta Rap                              | - Marshall - Ball - Decouto - Daryl Lee - Joshua Parker                | - OG Parker - Deko - DJ Durel        | 2:08 |
| 11.   | Playa Playa                              | - Marshall - Ball - Cephus - Lindstrom                                 | Murda Beatz                          | 4:40 |
| 12.   | Cocaina (featuring Young Thug)           | - Marshall - Ball - Lindstrom - Jeffery Williams                       | Murda Beatz                          | 5:18 |
| 13.   | Trap Funk                                | - Marshall - Ball - Cephus - Mays, Jr.                                 | Honorable C.N.O.T.E.                 | 3:36 |
| 14.   | What a Feeling                           | - Marshall - Ball - Dotson                                             | Zaytoven                             | 3:29 |
| 15.   | Recognition                              | - Marshall - Ball - Cephus - Decouto                                   | Deko                                 | 4:46 |
| 56:30 |                                          |                                                                        |                                      |      |

## Classement hebdomadaire
| Classement (2015)                   | Meilleure position |
| ----------------------------------- | ------------------ |
| États-Unis (Billboard 200)          | 17                 |
| États-Unis (Top R&B/Hip-Hop Albums) | 5                  |